# Życie to są chwile
Życie to są chwile – szósty album studyjny zespołu Akcent, wydany w 1994 roku przez firmę Blue Star.
Zawiera 10 utworów, w tym m.in. przeboje grupy takie jak: „Życie to są chwile”, „Mała figlarka” i „Dźwięki strun”. Jest to ostatni album grupy wydany przez firmę Blue Star. Nagrania zrealizowano w Studio Ramzes w Białymstoku, w czerwcu 1994 roku. Rok później materiał wznowił ówczesny wydawca zespołu – Wydawnictwo Muzyczne Green Star.
W 2006 roku firma fonograficzna Folk wydała reedycję albumu na płycie kompaktowej.

## Lista utworów (kaseta magnetofonowa)
Strona A
1. „Dźwięki strun”
2. „Życie to są chwile”
3. „Mała figlarka”
4. „Nie potrzebne nam wielkie pieniądze”
5. „Żółta plaża”

Strona B
1. „Nie będziesz moją”
2. „Przyjdzie czas”
3. „Trzy listy”
4. „Którą drogę?”
5. „Znajdę miłość”

Realizacja nagrań: Marek Zrajkowski

## Lista utworów (Reedycja 2006)
1. „Życie to są chwile”
2. „Dźwięki strun”
3. „Znajdę miłość”
4. „Trzy listy”
5. „Nie potrzebne nam wielkie pieniądze”
6. „Mała figlarka”
7. „Nie będziesz moją”
8. „Przyjdzie czas”
9. „Całuj mnie” (utwór z 1996 r. z albumu Dance)
10. „Peron łez” (utwór z 1993 r. z albumu Peron łez i inne piosenki o miłości)
11. „Żółta plaża”
12. „Daleko do gwiazd” (utwór z 1996 r. z albumu Akcent Dance)
13. „Którą drogę?”

## Skład zespołu
- Zenon Martyniuk
- Mariusz Anikiej